# Bozoni X in Y
Bozoni X in Y (tudi X bozoni) so domnevni bozoni, k so jih uvedli kot analogijo bozonoma W in Z, da bi lahko vpeljali nov tip sile, ki sta jo v svojem modelu (Georgi-Glashowov model) povezanim s teorijo velikega poenotenja, predlagala ameriška fizika Howard Mason Georgi (rojen 1947) in Sheldon Lee Glashow (rojen 1932). 
Bozoni X in Y povezujejo kvarke in leptone. 

## Razpad X in Y bozonov
Bozon X bi razpadel na naslednja načina
{\displaystyle X\to \,} {\displaystyle u\,} + {\displaystyle u\,}
{\displaystyle X\to \,} {\displaystyle e^{+}\,} + {\displaystyle d\,}
(kjer imata nastala delca  nasprotno kiralnost).
Bozon Y bi razpadel na naslednje načine:
{\displaystyle Y\to e^{+}\,} + {\displaystyle {\bar {u}}\,}
{\displaystyle Y\to d\,} + {\displaystyle u\,}
{\displaystyle Y\to {\bar {d}}\,} + {\displaystyle {\bar {\nu }}_{e}\,}
(kjer ima prvi nastali delec levosučno, drugi pa desnosučno kiralnost).
Pri teh reakcijah se ne ohranja leptonsko niti barionsko število, ohranja pa se B−L.